# Jeremy Sarmiento
Jeremy Leonel Sarmiento Morante (Madrid, 2002. június 16. –) ecuadori válogatott labdarúgó, az angol Burnley csatára kölcsönben a Brighton & Hove Albion csapatától.

## Pályafutása

### Klubcsapatokban
Sarmiento a spanyol fővárosban, Madridban született. Az ifjúsági pályafutását az angol Charlton Athletic csapatában kezdte, majd a portugál Benfica akadémiájánál folytatta.
2021-ben mutatkozott be a Brighton & Hove Albion első osztályban szereplő felnőtt keretében. Először a 2021. november 27-ei, Leeds United ellen 0–0-ás döntetlennel zárult mérkőzés 82. percében, Jakub Moder cseréjeként lépett pályára. 2023 és 2025 között a West Bromwich Albion, az Ipswich Town és a Burnley csapatát erősítette kölcsönben.

### A válogatottban
Sarmiento az U16-os, az U17-es és az U18-as korosztályú válogatottakban is képviselte Angliát.
2021-ben debütált az ecuadori válogatottban. Először a 2021. október 8-ai, Bolívia ellen 3–0-ra megnyert mérkőzés 64. percében, Ángel Menat váltva lépett pályára. Első gólját 2024. június 15-én, Honduras ellen 2–1-es győzelemmel zárult találkozón szerezte meg.

## Statisztikák
2024. augusztus 27. szerint
| Klub                              | Szezon   | Osztály        | Bajnokság | Bajnokság | Kupa  | Kupa | Nemzetközi | Nemzetközi | Összesen | Összesen |
| Klub                              | Szezon   | Osztály        | Meccs     | Gól       | Meccs | Gól  | Meccs      | Gól        | Meccs    | Gól      |
| --------------------------------- | -------- | -------------- | --------- | --------- | ----- | ---- | ---------- | ---------- | -------- | -------- |
| Brighton & Hove Albion            | 2021–22  | Premier League | 5         | 0         | 3     | 0    | —          | —          | 8        | 0        |
| Brighton & Hove Albion            | 2022–23  | Premier League | 9         | 0         | 3     | 0    | —          | —          | 12       | 0        |
| Brighton & Hove Albion            | 2024–25  | Premier League | 1         | 0         | 1     | 1    | —          | —          | 2        | 1        |
| West Bromwich Albion (kölcsönben) | 2023–24  | Championship   | 20        | 2         | 1     | 0    | —          | —          | 21       | 2        |
| Ipswich Town (kölcsönben)         | 2023–24  | Championship   | 20        | 3         | 2     | 1    | —          | —          | 22       | 4        |
| Összesen                          | Összesen | Összesen       | 55        | 5         | 10    | 2    | 0          | 0          | 65       | 7        |

### A válogatottban
| Válogatott | Év       | Pályára lépés | Gól |
| ---------- | -------- | ------------- | --- |
| Ecuador    | 2021     | 3             | 0   |
| Ecuador    | 2022     | 9             | 0   |
| Ecuador    | 2023     | 1             | 0   |
| Ecuador    | 2024     | 8             | 2   |
| Összesen   | Összesen | 21            | 2   |

#### Góljai a válogatottban
| # | Időpont          | Helyszín                                                          | Ellenfél  | Gólok | Eredmény | Kiírás               |
| - | ---------------- | ----------------------------------------------------------------- | --------- | ----- | -------- | -------------------- |
| 1 | 2024. június 16. | Pratt & Whitney Stadion, East Hartford, Amerikai Egyesült Államok | Honduras  | 1–0   | 2–1      | Barátságos mérkőzés  |
| 2 | 2024. június 22. | Levi’s Stadion, Santa Clara, Amerikai Egyesült Államok            | Venezuela | 1–0   | 1–2      | 2024-es Copa América |

## Sikerei, díjai
Ipswich Town
- Championship
  - Feljutó (1): 2023–24

Egyéni
- Brighton & Hove Albion – A Szezon Fiatal Játékosa: 2021–22